# 생이하목
생이하목(Caridea)은 십각목에 속하는 갑각류의 한 분류로, 새우 중 작은 족이 포함된다. 16개 과로 이루어져 있다.

## 하위 분류
| - 딱총새우상과 (Alpheoidea) - 새뱅이상과 (Atyoidea) - 브레실리아상과 (Bresilioidea) - 캄필로노투스상과 (Campylonotoidea) - 자주새우상과 (Crangonoidea) - 갈라테아카리스상과 (Galatheacaridoidea) - 네마토카르키누스상과 (Nematocarcinoidea) - 오플로포루스상과 (Oplophoroidea) | - 징거미새우상과 (Palaemonoidea) - 도화새우상과 (Pandaloidea) - 돗대기새우상과 (Pasiphaeoidea) - 피세토카리스상과 (Physetocaridoidea) - 프로카리스상과 (Procaridoidea) - 짧은뿔새우상과 (Processoidea) - 프살리도푸스상과 (Psalidopodoidea) - 긴손가락새우상과 (Stylodactyloidea) |

## 같이 보기
- 수상새아목